# Буренок, Василий Михайлович
Васи́лий Миха́йлович Бурено́к (род. 19 июня 1957, Ковпыта, Черниговская область) — российский специалист в области программно-целевого планирования развития вооружения и военной техники, доктор технических наук, генерал-майор. Президент Российской академии ракетных и артиллерийских наук (РАРАН).

## Биография
Окончил в 1974 году среднюю школу в этом селе с золотой медалью, в 1979 году — Калининградское высшее инженерное училище инженерных войск имени А. А. Жданова с отличием, в 1984 году — Московский институт электронного машиностроения, в 1997 году — Высшие курсы при Военной академии Генерального штаба Вооружённых Сил России. Работал в области военной науки, специализируясь в области программно-целевого планирования развития системы вооружения. Начальник 46-го Центрального научно-исследовательского института Министерства обороны России (2002—2015).  
Президент Российской академии ракетных и артиллерийских наук (с 2011). Генерал-майор.
Председатель Совета главных конструкторов по технике и вооружениям сил общего назначения (2017).

## Научная деятельность
Доктор технических наук, профессор. Действительный член Российской академии ракетных и артиллерийских наук. Главный редактор научных журналов «Вооружение и экономика», «Известия Российской академии ракетных и артиллерийских наук». Член Научного совета Совета безопасности России, Научно-технического совета Военно-промышленной комиссии Российской Федерации. Непосредственно участвовал в обосновании трёх российских Государственных программ вооружения: на 1996—2005 гг., 2006—2010 гг., 2007—2015 гг. 

## Публикации
Автор более 250 печатных трудов в том числе 25 монографий в области обоснования перспектив развития системы вооружения Вооружённых Сил Российской Федерации, более 400 статей в различных научных журналах. Является соавтором учебных пособий.
- Теоретические основы моделирования и оценки эффективности систем вооружения (2000)
- Теория вооружения (2002) — для соискателей учёных степеней по специальности 20.02.01.
- Военный бюджет государства. Методы обоснования и анализа (2000),
- Теория и практика управления развитием вооружения (2005),
- Технико-экономические показатели планов развития продукции военного назначения. Принципы и методы обоснования (2006), Механизмы управления производством продукции военного назначения (2006),
- Методы повышения эффективности применения средств и систем обеспечения испытаний вооружения, военной и специальной техники (2006),
- Программно-целевое планирование и управление созданием научно-технического задела для перспективного и нетрадиционного вооружения (2007),
- Техническое оснащение Вооружённых Сил Российской Федерации: организационные, экономические и методологические аспекты (2007),
- Стратегическое сдерживание ( 2011),
- Методология программно-целевого планирования развития системы вооружения на современном этапе (2013),
- Методы военно-научных исследований систем вооружения (2017),
- Концепция обоснования перспективного облика военной организации Российской Федерации (2018).

Имеет 96 авторских свидетельств на изобретения, ряд из которых внедрён. 
Входит в Топ-100 наиболее цитируемых учёных в области военной науки по версии РИНЦ. 

## Награды
- Орден Почёта.
- Заслуженный деятель науки Российской Федерации[2].
- Лауреат Государственной премии Российской Федерации имени Маршала Советского Союза Г. К. Жукова (2008)[3][2].
- Премия Правительства Российской Федерации.
- Премия имени С. И. Мосина (дважды).
- Нагрудный знак «Изобретатель СССР».